# Ferrari Land
Pour les articles homonymes, voir Ferrari.
Ne pas confondre avec le parc à thèmes nommé Ferrari World Abu Dhabi.
Ferrari Land est un parc à thèmes espagnol situé au sud-ouest de Barcelone sur la commune de Salou, dans la province de Tarragone, sur la Costa Daurada. Il ouvre ses portes le 7 avril 2017. Il fait partie du complexe de loisirs PortAventura World.

## Historique
Le premier parc thématique dédié à la marque italienne Ferrari est inauguré en 2010. Il s'agit de Ferrari World Abu Dhabi qui prend place à proximité du circuit Yas Marina dans les Émirats arabes unis.
Après cette inauguration, l'entreprise italienne reçoit de nombreuses demandes de construction de nouveaux parcs de loisirs,. Le domaine espagnol formule une telle proposition. Le projet en Catalogne paraît prometteur et les dirigeants de la marque automobile abondent dans ce sens.
L'accord de licence conclu entre PortAventura World et le fabricant automobile italien est annoncé en mars 2014,,. La construction est censée commencer à l'automne de la même année,. Elle est retardée à mai 2015. Un projet d'hôtel à thème Ferrari est dévoilé à la presse en même temps que le projet Ferrari Land. Il évoque un établissement de luxe cinq étoiles doté de 250 chambres,.
En présence de Sebastian Vettel, la première pierre est posée le 7 mai, à la veille du Grand Prix automobile d'Espagne 2015 qui se déroule du 8 au 10 mai sur le circuit de Barcelone. L'ouverture est tout d'abord prévue pour 2016. Le parc est édifié sur l'un des parkings du complexe de loisirs. Cet investissement représente plus de 100 millions d'euros. Parallèlement, PortAventura Park voit ses investissements diminuer au profit d'autres branches du domaine comme l'élaboration de Ferrari Land ou, dans une moindre mesure, les développements de l'Hotel Gold River.
Un an après le démarrage de ce chantier, le blason du cheval cabré fait son arrivée à Salou. Le premier des trois blasons de 12 m de haut et de 9 tonnes est flanqué sur la face avant de Red Force. À l'occasion du salon Euro Attraction Show (EAS) à Barcelone en septembre 2016, une visite est organisée sur le chantier,. Le 14 décembre 2016, un incendie ravage la reproduction du Campanile de Saint-Marc de Venise ainsi qu'une partie du Colisée.
L'ouverture du parc se déroule le 7 avril 2017, l'ouverture à la presse a lieu la veille en présence de Piero Ferrari, le fils du fondateur Enzo Ferrari et du pilote Marc Gené entre autres,,,.
Lors des premiers mois, les horaires et les formules de billetterie sont modifiés pour y amener plus de public et le réguler. Ses dirigeants espèrent attirer un million de visiteurs supplémentaires dans le domaine entier et 500 000 dans le parc d'attractions à thème automobile,. Le nombre total de visiteurs des parcs, hôtels et du centre de congrès passe de 4 946 389 en 2016 à 5 837 509 en 2017, soit près d'un million avec 891 120 unités et 18 % d'augmentation. La saison 2017 du parc Ferrari se clôture avec 713 421 entrées. De plus, le complexe de loisirs annonce que le nouveau parc entraîne en 2017 une augmentation de 27 % en termes d'occupation des hôtels et de 13 % dans le nombre d'événements organisés.
Kid's Area est inauguré en 2018 après un investissement de cinq millions d'euros. Cinq nouvelles attractions du constructeur italien SBF Visa Group compose cet espace à destination des enfants. De mars à avril 2018, le parc accueille 170 000 visiteurs, ce qui représente une augmentation de 60 % par rapport à l'année précédente. En fin de saison 2018, le million d'entrées est dépassé avec 1,046 million à Ferrari Land, qui clôture sa première saison complète,.
|                           | 2017      | 2018      | 2019      | 2020    |
| Visiteurs des parcs       | 4 715 088 | 4 962 512 | 5 179 104 | 847 461 |
| Visiteurs de Ferrari Land | 713 421   | 1 045 983 | 1 083 907 | 190 629 |
| Visiteurs internationaux  | 33 %      | 36 %      | 36 %      | 13 %    |

## Description
Ferrari Land est le troisième parc de loisirs de PortAventura World. Il propose treize attractions réparties sur 60 000 m2, dont 4 000 m2 pour le bâtiment principal qu'est Ferrari Experience,. Il comprend également des restaurants et des boutiques.
Il s'agit du deuxième parc thématique dédié à Ferrari, après l'inauguration de Ferrari World Abu Dhabi.

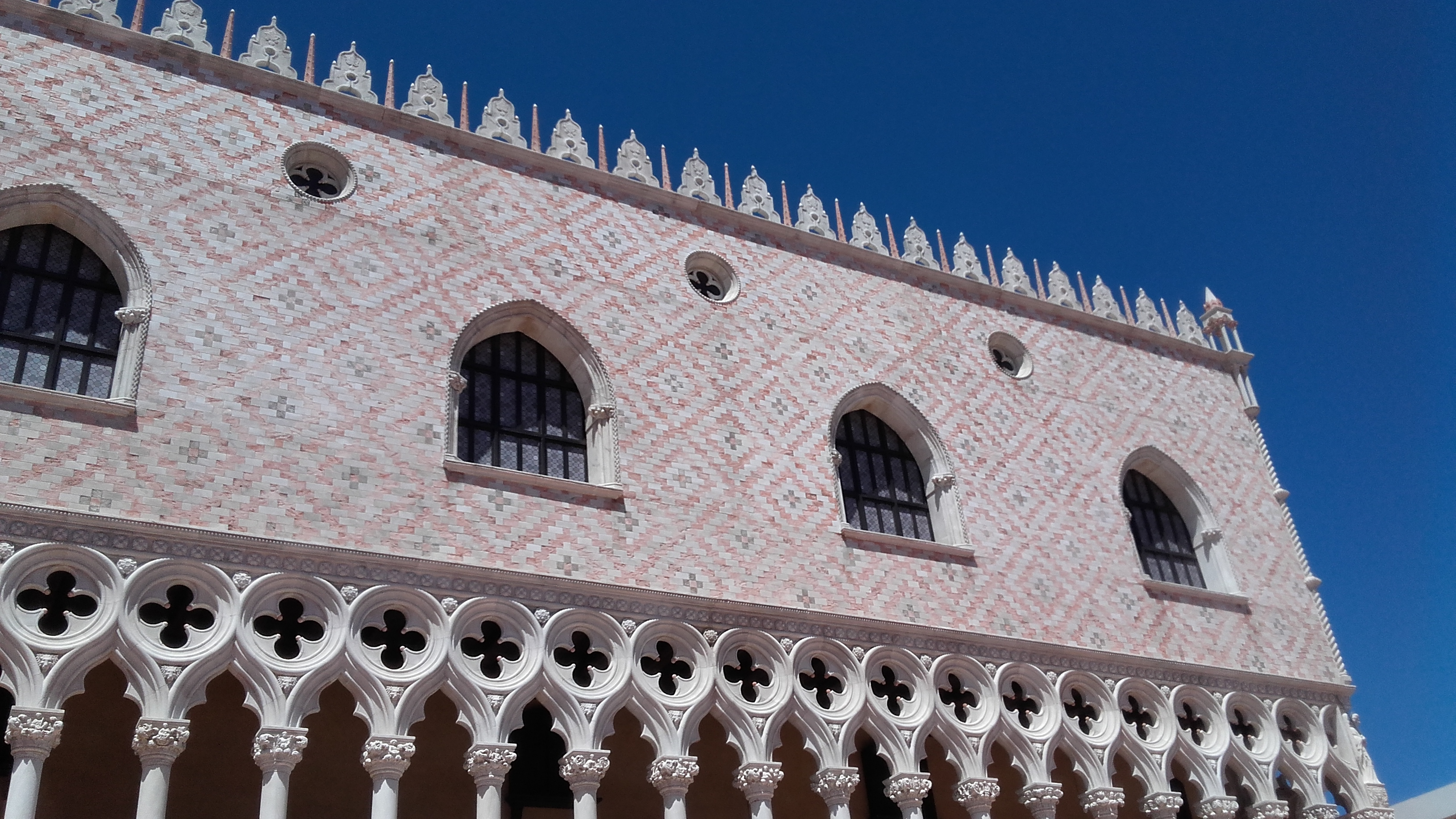
Reproduction du Palais des Doges.

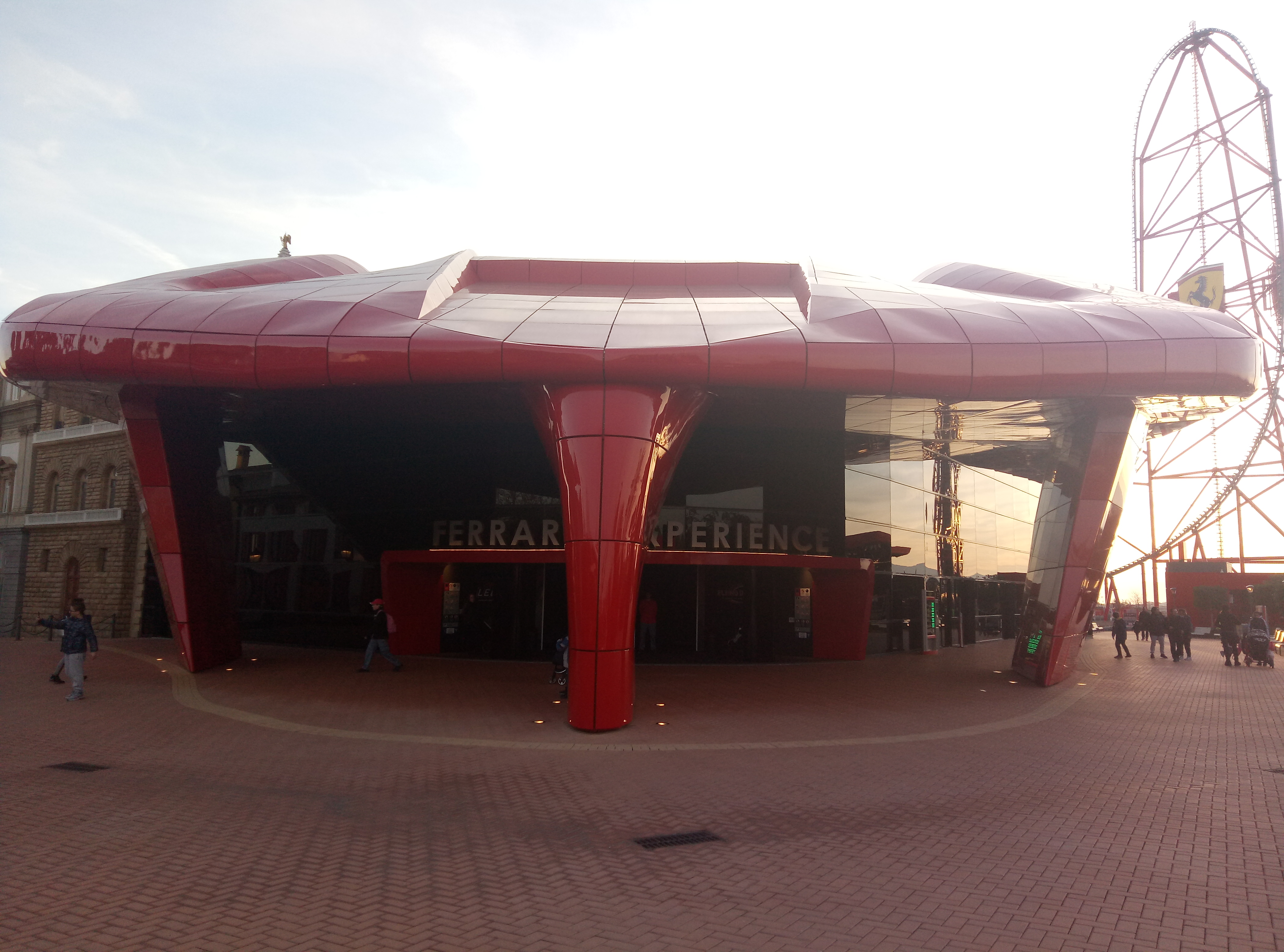
Ferrari Experience.

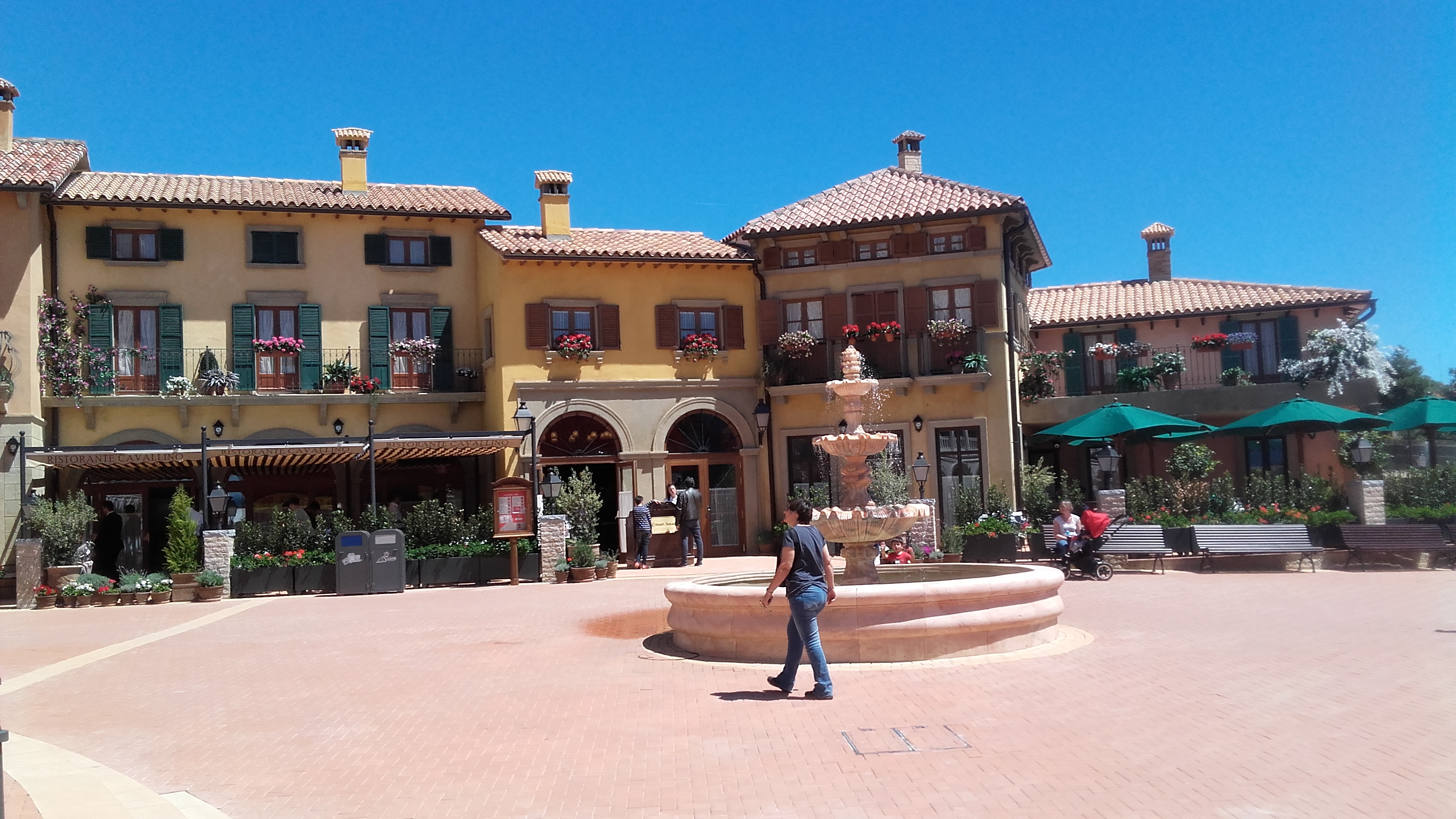
Façades inspirées de l'architecture italienne.

Développé autour du thème de l'écurie automobile Ferrari et de ses origines, le parc arbore des reproductions de monuments et bâtiments italiens de Milan, Florence, Venise et Rome.
L'esplanade de l'entrée du parc a deux accès : l'un par l'entrée principale pour les clients qui visitent exclusivement Ferrari Land, et l'autre relié au quartier Mediterrània de PortAventura Park, pour les clients de ce dernier,.
Au-delà de l'entrée, le pan gauche de la rue qui se dresse devant le visiteur représente l'usine d'Enzo Ferrari avec des bâtiments traditionnels de Maranello, la commune célèbre pour être le siège historique de la firme automobile. La maison d'Enzo Ferrari fait face au théâtre de la Scala de Milan, ensuite se dressent les reproductions du Palazzo Vecchio avec une réplique du David de Michel-Ange, du Palais des Doges, du Campanile de Saint-Marc et enfin du Colisée de Rome. L'autre côté de cette rue symbolise la vitesse et la technologie avec ses bâtiments affichant la couleur Rosso Corsa de la marque.
Constituée d'un Top Hat, l'attraction phare est Red Force, un parcours de montagnes russes lancées entrant dans la catégorie des strata montagnes russes (hauteur supérieure ou égale à 110 m). Red Force est l'accélérateur vertical le plus haut et le plus rapide d'Europe, avec 112 m de haut et atteignant 180 km/h en 5 s par lancement LSM. Le circuit de plus de 880 m est parcouru en 180 s. L'attraction possède trois trains de douze sièges,.
Développé par la société italienne C&S, Maranello Grand Race est un circuit de 570 m de long équipé de 32 voitures électriques aux traits de 488 Spider,. Les autres attractions enfantines proviennent du constructeur italien SBF Visa Group : Junior Red Force est un parcours de montagnes russes junior. Kids' Tower est une tour de chute libre de 9 m et Crazy Pistons est une attraction inspirée par le mouvement des pistons d'un moteur automobile. Champions Race est un manège de Ferrari 250 Testa Rossa et Flying Race est un manège d'avions.
Thrill Towers est un duo de tours, Turbo Drop et Space Shot du constructeur S&S Worldwide avec chacune une hauteur de 55 m et une nacelle de douze sièges. Au sein du bâtiment Ferrari Experience, le musée Ferrari Land Gallery jouxte Flying Dreams et Racing Legends, des attractions de type cinéma interactif. Deux animations ludiques complètent l'offre, Pit-stop challenge est un arrêt ravitaillement fictif habité par deux Formules 1 de la firme automobile. Deux équipes s'y affrontent pour changer les roues en un temps record. Enfin, pour expérimenter la conduite d'une Ferrari, Pole Position Challenge abrite des simulateurs payants individuels et semi-professionnels de Formule 1.

## Attractions
- Champions Race, manège, SBF Visa Group, 2018
- Crazy Pistons, Fly Over, SBF Visa Group, 2018
- Flying Dreams, Flying theater, Brogent Technologies, 2017
- Flying Race, manège d'avions, SBF Visa Group, 2018
- Junior Championship, speedway, Zamperla, 2017
- Junior Red Force, montagnes russes junior, SBF Visa Group, 2018
- Kid's Podium, aire de jeux, 2017
- Kid's Tower, tour de chute junior, SBF Visa Group, 2018
- Maranello Grand Race, circuit automobile / Italian Dream, C&S, 2017
- Racing Legends, cinéma 4-D omnimax / Stargazer Motion Theatre, Simworx, 2017
- Red Force, montagnes russes lancées, Intamin, 2017
- Thrill Tower (Torre de caída libre), Turbo Drop, S&S Worldwide, 2017
- Thrill Tower (Torre de rebote), Space Shot, S&S Worldwide, 2017

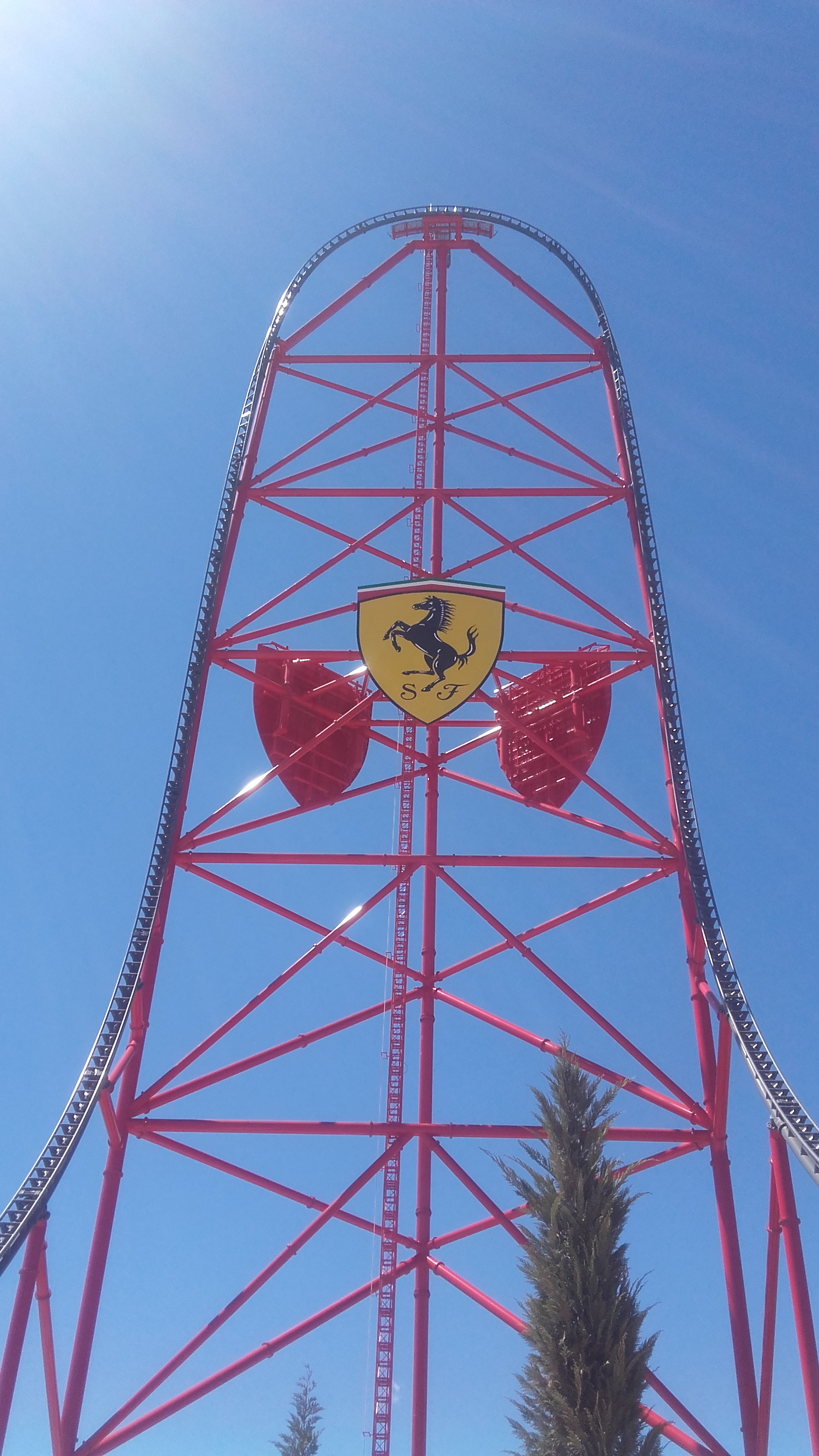
Red Force
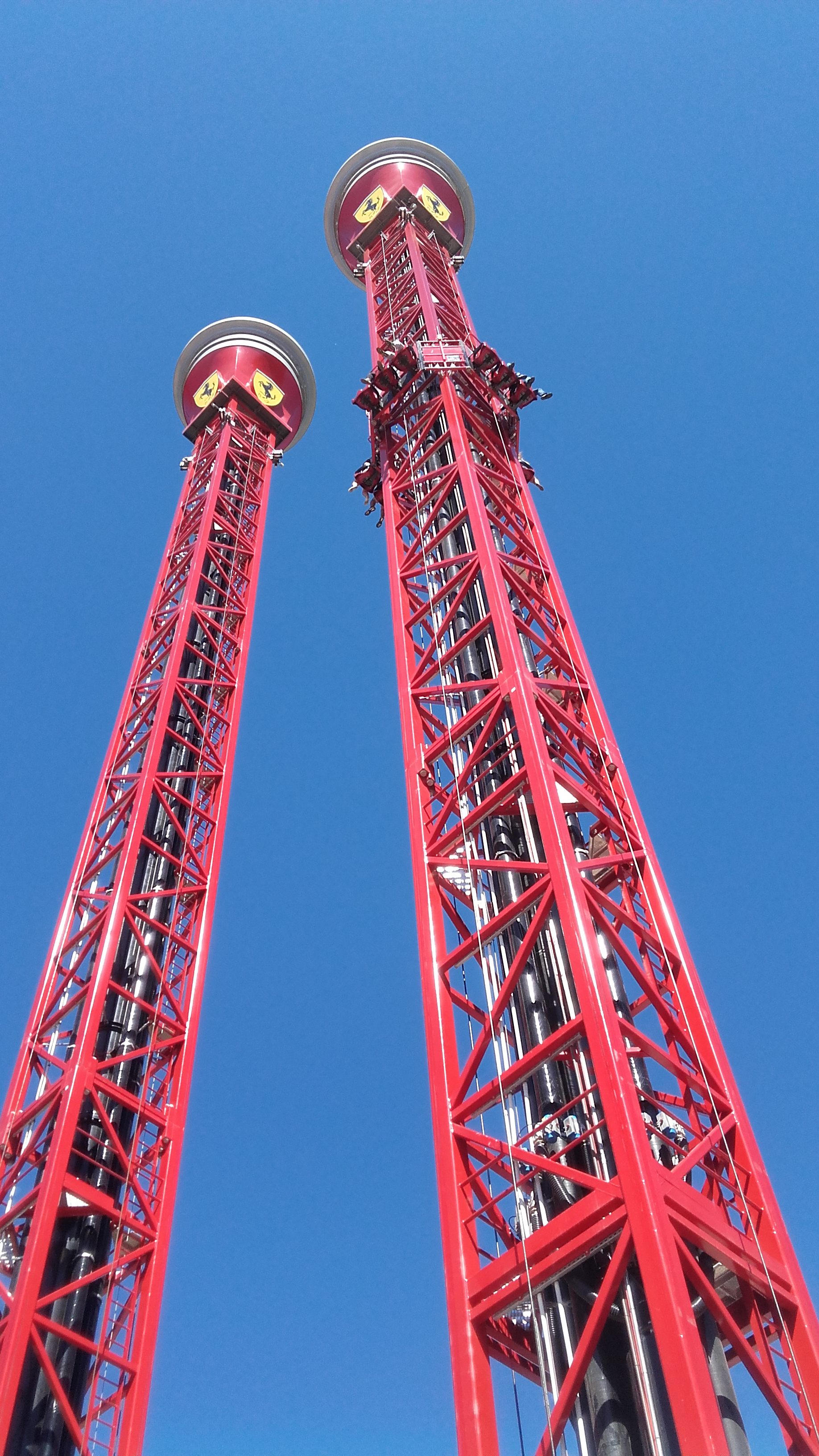
Thrill Towers